# Stranska vas ob Višnjici
Stranska vas ob Višnjici je naselje v Občini Ivančna Gorica.